# NHK奈良放送局
NHK奈良放送局（日语：NHK奈良放送局），又称NHK奈良广播电视台，是日本放送協會位於奈良縣奈良市、負責主管奈良縣當地事務的地方广播电视台（放送局）。

## 频道频率一览

### 电视频道
- NHK综合频道（呼号JOUP-DTV）

### 广播频率
- NHK调频广播（呼号JOUP-FM）

## 外部連結
- NHK奈良放送局 （页面存档备份，存于）
- NHK奈良放送局的X（前Twitter）